# Сантилло, Жувенал
Жувена́л Санти́лло (порт.-браз. Juvenal Santillo; 22 октября 1910, Сан-Паулу — неизвестно) — бразильский футболист, левый защитник.

## Карьера
Жувенал Сантилло выступал в команде «Коринтианс». Затем он перешёл в «Палестру Италия», с которой выиграл два чемпионата штата Сан-Паулу и турнир Рио-Сан-Паулу. В 1933 году Сантилло уехал в Италию в клуб «Наполи». За клуб футболист провёл 2 игры, после чего уехал обратно в Бразилию.

## Достижения
- Чемпион штата Сан-Паулу (1): 1932, 1933
- Победитель турнира Рио-Сан-Паулу (1): 1933